# Зокас, Зисис
Зисис Зо́кас (греч.  Ζήσης Ζώκας , 17 декабря 1923 года — 26 июля 2013 года) — греческий коммунист, командир соединений Народно-освободительной армии Греции (ЭЛАС) и Демократической армии Греции и послевоенный деятель Коммунистической партии Греции.
Один из руководителей Офицерской школы при генштабе Демократической армии в годы Гражданской войны в Греции (1946—1949).

## Молодость

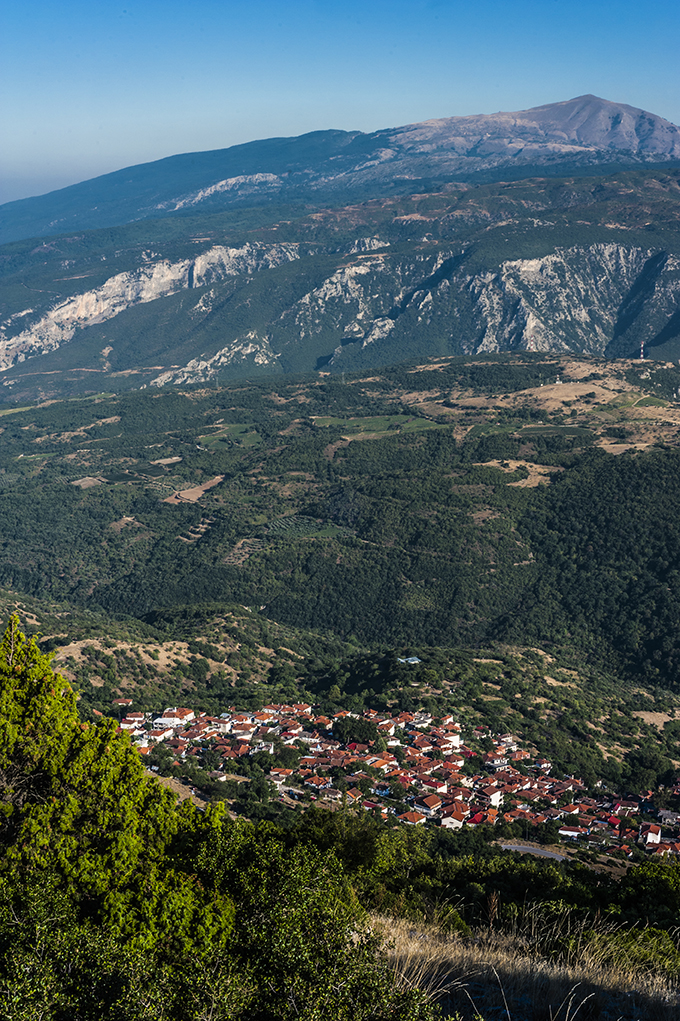
Родина З. Зокаса — село Рапсани.

Зисис Зо́кас родился 17 декабря 1923 года в горном селе Рапсани, расположенном у входа в Темпейскую долину, между горами Осса и Олимп.
Село, кроме своего вклада в новогреческое просвещение в период османского ига и участия в освободительной борьбе, было известно также и своими красными винами, в частности вином Ксиномавро.
Семья Зокаса была в числе производителей вина в Рапсани, а также в числе сельских торговцев вином.
Зисис Зокас вырос в своём селе и учился в сельской школе вплоть до начала тройной, германо-итало-болгарской, оккупации Греции.
С началом оккупации, инициативу по развёртыванию движения Сопротивления взяла на себя Коммунистическая партия Греции.
В июне 1941 года Зокас стал членом Коммунистической молодёжи Греции (ΟΚΝΕ), а в 1942 году членом компартии.

## В рядах Народно-освободительной армии Греции

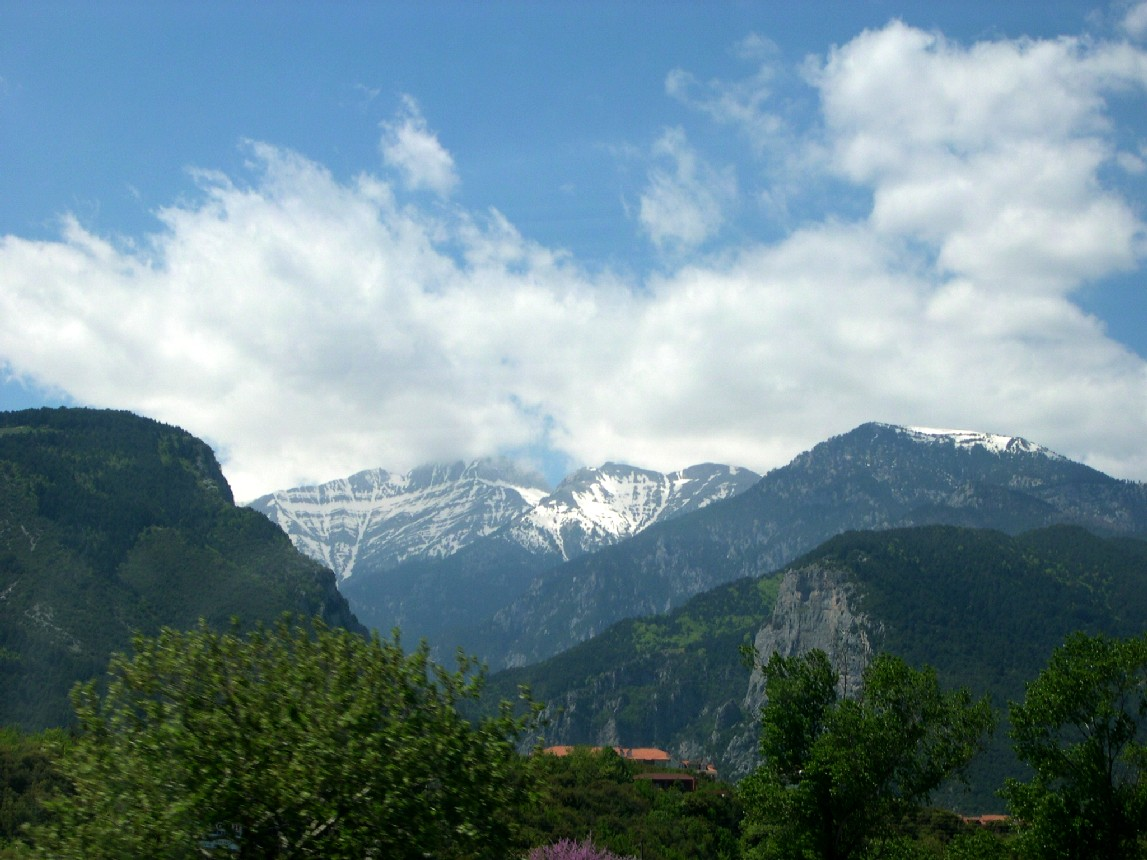
Вид на Олимп из Литохоро.

В сентябре 1942 года, вместе с многими своими односельчанами, Зокас примкнул к партизанскому отряду действовавшему на Олимпе в регионе от Литохоро до городка Гонни.
В декабре 1942 года отряд произвёл свою диверсию на железнодорожной магистрали Афины — Салоники, и, хотя за неимением взрывчатки ограничился демонтажом рельс, сумел пустить под откос немецкий состав.
В начале 1943 года, с целью систематической диверсионной деятельностью на железнодорожной линии, тоннелях и шоссейных мостах, был создан ставший легендарным «Инжерный батальон Олимпа», под командованием капитана Антониса Врацаноса. В действительности батальон состоял из двух рот и насчитывал 250 бойцов. Одним из первых бойцов этого батальона стал Зисис Зокас.
В мае 1943 года была сформирована I Фессалийская дивизия Народно-освободительной армии Греции (ЭЛАС).
В её составе был создан образцовый взвод Единой всегреческой организации молодёжи (ЭПОН), командование которым было доверено Зокасу. Командуя своим молодёжным взводом, Зокас принял участие в ряде боёв в Фессалии и западномакедонском Гревена.
Самым значительным из них был бой в Пиле на западе Фессалии в июне 1943 года. Участие в этом бою кавалеристов I дивизии предшествовало созданию Кавалерийской бригады ЭЛАС.
В силу того, что большинство младших офицеров ЭЛАС не имели никакого военного образования, в селе Редина Средней Греции было создано офицерское училище, по сути курсы в несколько месяцев.
Зокас был направлен в училище в мае 1944 года и окончил его через 3 месяца в звании младшего лейтенанта.
Он вернулся в 4-й полк I дивизии в качестве командира взвода, а затем командира двух сводных взводов.
Сразу после освобождения Греции силами ЭЛАС, в декабре 1944 года последовала британская военная интервенция.
После боёв в Афинах, где англичанам содействовали бывшие коллаборационисты, руководство компартии и командование ЭЛАС пошли на компромисс, полагая что это приведёт страну к примирению.
В январе 1945 года было подписано Варкизское соглашение, одним из условий которого были роспуск ЭЛАС и сдача её оружия.
Взводы Зокаса сдали оружие в конце февраля в городе Лариса.
Сам Зокас вернулся в своё село.

## В период Белого террора
Подписание Варкизского соглашения не привело к примирению в стране.
Сдача оружия силами ЭЛАС позволило бандам монархистов и бывших коллаборационистов, созданных при попустительстве и поддержке англичан, развернуть в стране преследование бывших партизан, коммунистов и, в целом, людей левых убеждений.
В марте 1945 года в Рапсани был создан Союз (бывших) борцов Национального Сопротивления. Зокас возглавил организацию молодёжи ЭПОН, насчитывавшую до 600 человек, из которых 160 человек были бывшими партизанами ЭЛАС.
С марта-апреля 1945 в регионе начала свою деятельность банда монархистов под предводительством Давуриса (Т. Балякас).
21 августа монархисты этой банды пленили Зокаса в селе Пиргетос и после многочасовых избиений выбросили его бездыханным в пустынном месте между Пиргетос и Рапсани.
К счастью для Зокаса, он совершенно случайно был найден и подобран своим односельчанином.
После этого эпизода, близкие выжившего Зокаса целый месяц прятали его от монархистов.
Террор монархистов принимал всё бо́льшие масштабы, в результате чего бывшие партизаны и сочувствующие компартии были вынуждены искать спасение в горах.
Зисис Зокас стал одним из них

## Начало Гражданской войны
В июле 1946 года на Олимпе был создан первый партизанский отряд.
Вскоре он был преобразован в роту с подразделениями-взводами.
С сентября и на протяжении зимы 1946—1947 рота действовала на Олимпе.
В сентябре 1947 года в горах было сформировано Временное демократическое правительство и Демократическая армия Греции (ΔΣΕ).
В декабре Зокасу было присвоено воинское звание капитана Демократической армии.
В начале 1948 года его отряд перешёл с Олимпа в горы Аграфа.

## В Офицерском училище при генштабе Демократической армии
В своём большинстве офицеры Демократической армии, в особенности младшие офицеры, не имели военного образования и получали свои воинские звания на поле боя.
С целью повышения уровня военных знаний своих офицеров, Демократическая армия создала при своём генштабе «Офицерское Училище Генерального Штаба» (Στρατιωτική Σχολή του Γενικού Αρχηγείου — ΣΑΓΑ).
В действительности это были курсы продолжительностью в несколько месяцев.
Первые четыре т. н. «рядов» (выпусков) училища базировались в горах Граммос.

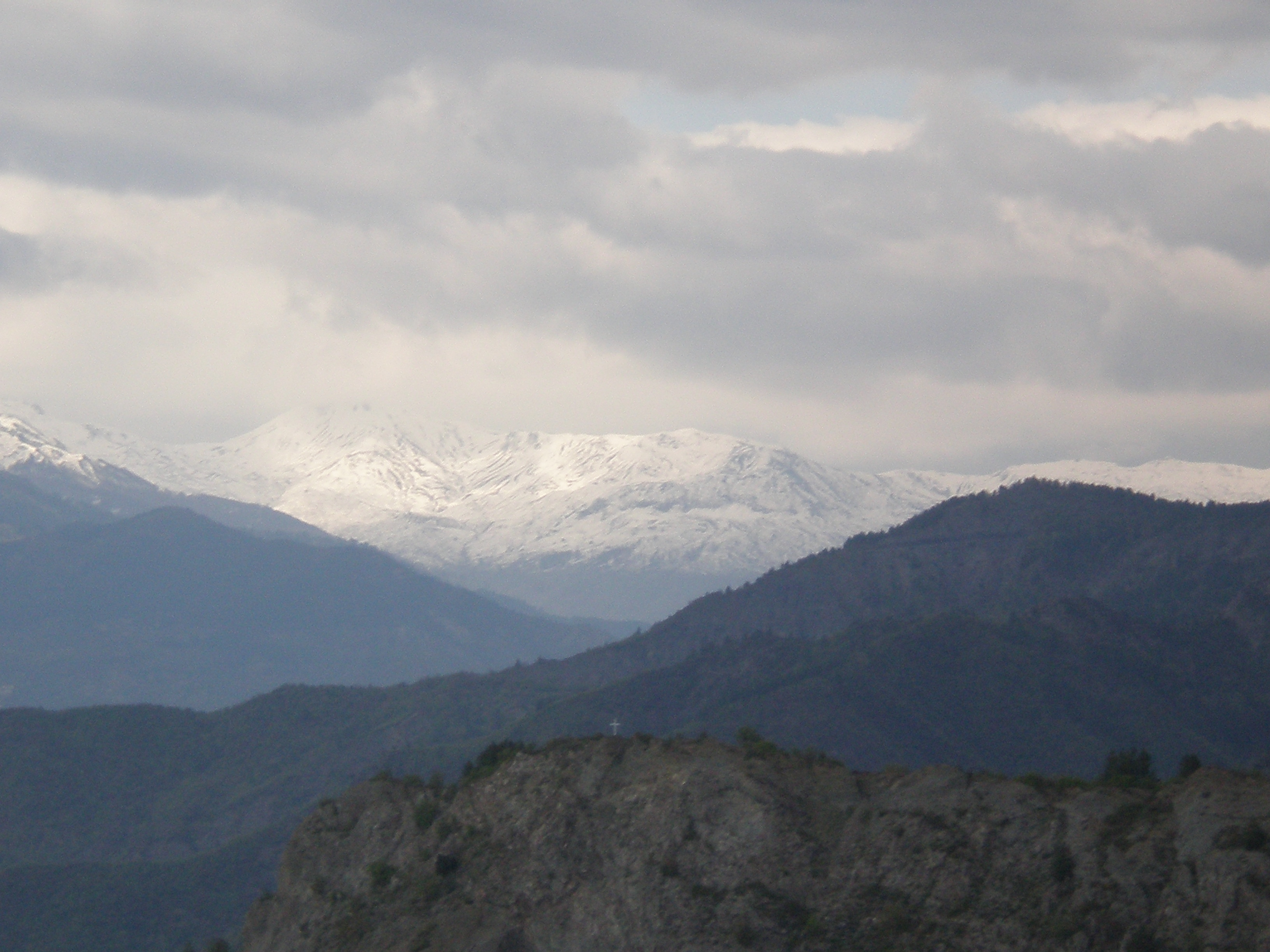
Горы Граммос.

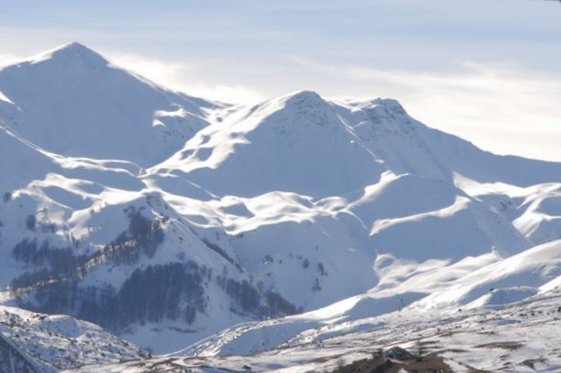
Горы Вици зимой.

Последующие «ряды» базировались (точнее укрывались) на перешейке Лемос, между озёрами Преспа и Микра-Преспа.
Учёба в Училище не освобождала курсантов от боёв. Кроме прочего, для Генштаба Училище было его единственным резервом.
В мае 1948 года Зокас был послан инструктором во второй «ряд».
Он остался в Училище до конца войны («ряды» № 2, 3, 4, 5 и 6).
В «ряду» № 2 Зокас был командиром взвода, в «ряду» № 3 комиссаром роты, в «ряду» № 4 командиром роты, в «ряду» № 5 командиром батальона, в «ряду» № 6, когда Училище стало боевой бригадой Демократической армии, Зокас в звании подполковника, стал комиссаром бригады, под командованием последнего командира Училища, Ахиллеаса Пруцалиса.
В составе Училища Зокас принял участие в следующих боях:
• с июня по сентябрь 1948 ежедневные бои в горах Граммос
• в сентябре 1948 года ДАГ совершила свой первый манёвр-прорыв с Граммоса в горы Вици (Верно). Весь последующий период до начала 1949 года Училище оставалось в горах Вици
• в феврале 1949 Училище приняло участие в кровавой и неудавшейся попытке занять город Флорину
• в апреле 1949 года Училище приняло участие в боях за повторное занятие Граммоса, в результате чего были заняты регионы Тамбури, Гифтисса, Фурка
• с 30 мая по 2 мая 1949 года Училище приняло участие в бою за регион «Патома», после чего вернулось с Граммоса в Вици
• 26 июля 1949 году Училище дало бой в местечке Като Клинес Флорины
• с 2 по 8 августа Училище совершило отвлекающие манёвры на Граммосе
• с 10 по 15 августа бои в горах Вици и снова переход на Граммос
• с 25 августа по 29 августа 1949 года последние бои в горах Граммос
• 29 августа 1949 года Демократическая армия отступила на территорию Албании

### Зисис Зокас в апрельских боях 1949 года при повторном занятии Граммоса
На начало апреля 1949 штаб Демократической армии планировал повторное занятие Граммоса. Части Училища (уже боевой бригады) совершили 10-дневный марш (Гревена — Филиппеи- Самарина) в снегах. Точнее это был марш 10 ночей — днём бригада пряталась от авиации и артиллерийских обстрелов.
Зокас на тот момент командовал батальоном.
В силу трудных погодных условий, командир Училища Н. Никитидис попросил Зокаса передать командование батальона и возглавить взвод проводников, с тем чтобы пробивать маршрут и организовывать укрытия на день.
Выйдя вечером 23 марта из села Несторио, Училище попала в засаду, прорвалось и вышло к реке Альякмон, и укрылось на её берегу.
В новом бою взвод Зокаса взял в плен взвод армии монархистов, продолжил марш и оставил раненных пленных в близлежащем селе.
В Филиппеи Училище прибыло 29 марта.
Выпавший новый снег затруднял передвижение мулов и лошадей, что ставило под сомнение прибытие училища на Граммос к 2 апреля.
Курсанты приняли решение перенести на своих плечах миномёты и боеприпасы, в то время как взвод Зокаса пытался найти новые тропы для каравана животных.
В ночь с 1 на 2 апреля караван Зокаса соединился с основной колонной в Тамбури.
Утром 2 апреля начался бой с подоспевшими частями армии монархистов.
Зокасу был дан приказ взять село Канчико любой ценой, чтобы открыть путь Училищу.
Под командование Зокаса были переданы 2 роты общим числом в 140 бойцов. Армейский батальон вставший против рот Зокаса насчитывал около 300 солдат.
3 апреля, в 10 вечера, партизаны ринулись в атаку, пробили коридор в ограждениях колючей проволоки и фаустпатронами подавили доты противника. Армейский батальон начал отступать, что согласно свидетельству генерала Зафиропулоса, стоило его командиру трибунала. Многие солдаты сдались в плен.
Зокас в ходе атаки подорвался на мине, получив серьёзное ранение в правом боку.
Вместе с другими ранеными, Зокас был отправлен в госпиталь на территории Албании, где оставался с 4 апреля по 12 мая 1949 года.

## В эмиграции
В мае Зокас вернулся на греческую территорию и продолжил своё участие в учебной и боевой деятельности Училища.
29 августа 1949 года основные силы Демократической армии были вынуждены прекратить военные действия и ушли на территорию Албании.
Училище расположилось в одном из двух лагерей предоставленных албанцами, в Борели (второй лагерь находился в Эльбасане).
Установка партии на тот момент была сформулирована фразой «оружие к ноге», а Зокас принадлежал к той части бойцов, которые не могли согласиться с поражением.
Вместе с последним командиром Училища, Ахиллеасом Пруцалисом, он обратился к руководству партии с предложением вернуться во главе маленьких групп добровольцев на территорию Греции, для ведения партизанской войны.
Однако в середине октября, из геополитических соображений, чтобы не подвергать опасности саму Албанию, было принято решение эвакуировать части Демократической армии с её территории.
В конце октября 1949 года части Демократической армии были погружены на советские грузовые суда. Поскольку предстояли рейсы в территориальных водах Греции, на всём их протяжении бойцы Демократической армии находились в трюмах и получили возможность подняться на палубу только после того как был пройден Босфор.
Через Поти-Баку-Красноводск, бойцы ДАГ были доставлены в далёкий от Греции и экзотический для греческих партизан Ташкент.
Через месяц пребывания в карантине, греческие партизаны были задействованы для работы на советских предприятиях.
До июля 1950 года они оставались на казарменном положении.
Поскольку партийная установка «оружие к ноге» оставалось в силе, а большинство офицеров ДАГ получили кратковременное военное образование в Училище ДАГ или вообще не имели его, было согласовано с советским руководством продолжить их образование в советских офицерских училищах.
В конце июля 1950 года Зокас и ещё 60 офицеров были отправлены в, согласно его автобиографии, в Горьковское танковое училище. (Поскольку 2-е Горьковское танковое училище в 1945 году было переведено на Украину, то вероятно речь идёт о временном училище образованном на его базе).
Зокас окончил училище в звании майора в сентябре 1952 года, что согласно его же заявлению соответствовало его воинскому званию в ДАГ, до того как он стал комиссаром Училища.
Ещё до отъезда в Горький, в марте 1950 года он женился на бывшей партизанке ДАГ Иоанне (Нули) Пападопулу, с которой имел двух детей.
В сентябре 1952 года вернулся в Ташкент, работал на производстве.
В 1954 году возглавил партийную организацию 11-го «Греческого городка», насчитывавшую 350 членов партии.
В том же году вошёл в комитет (50 членов) Партийной организации Ташкента компартии Греции (ΚΟΤ — около 15 тыс. членов партии).
В издании истории компартии Греции фигурирует как один из 36 членов комитета, которые 17 января 1956 года, в своём обращении в Коминформ, задавались вопросом в какой мере было целесообразным начать Гражданскую войну, а не следовать более длительному «мирному пути».
На вопрос поспешил ответить тогдашний генсек партии Н. Захариадис: «Когда бы мы уже тогда (1946) знали наперёд о будущем предательстве Тито, мы бы не приняли решение взять в руки оружие».
В том же 1956 году на VI пленуме партии генсек Захариадис был смещён и партию возглавил К. Колияннис.
В сентябре 1956 года новое политбюро запросило Зокаса и ещё 5 товарищей быть готовыми к отправке на подпольную работу в Грецию.
Подготовив свою семью, 7 ноября Зокас отправился в Бухарест, где тогда находился ЦК партии.
Однако эта миссия была отменена и Зокас был направлен на партийную работу в Албанию, где ещё оставались немногочисленные греческие политэмигранты.
В начале 1957 года он был послан на партийную работу в Будапешт, после чего вернулся в Бухарест.
В феврале 1957 года, в качестве наблюдателя, он принял участие в VII пленуме партии.
В августе 1957 года вся группа 6 потенциальных подпольщиков была возвращена в Ташкент.
С сентября 1957 года до лета 1961 года, Зокас был слушателем Ташкентской высшей партийной школы.
Летом 1961 года Зокас с семьёй переехал в Варну, Болгария, где получил политическое убежище отец его жены и старый коммунист Филиппас Пападопулос.
Ф. Пападопулос в 1936 году стал депутатом греческого парламента от
«Народного Фронта», избранный в округе Западная Македония.
С 1962 по 1968 годы Зокас избирался в руководящие органы греческих политэмигрантов в Болгарии.
После того как в апреле 1967 года к власти в Греции пришли т. н. Чёрные полковники, в 1968 году Зокас был направлен на подпольную работу среди греческих рабочих в ФРГ, Голландии и Бельгии.

## Возвращение в Грецию
Режим Чёрных полковников пал в 1974 году.
Летом 1977 года Зокас получил временное разрешение (на один месяц) посетить Грецию.
По истечении срока он отказался покинуть страну.
В этом ему помогли односельчане, которые помешали полиции осуществить насильственную депортацию и массово подписались под петицией властям.
К тому времени Зокас уже связался с партийными органами и стал вторым секретарём партийной организации области Западная Македония.
Этот пост он сохранял до лета 1978 года, после чего работал в партийных организациях в номах Трикала и Лариса.
В 1980 году Зокас вернулся в Болгарию, чтобы подготовить репатриацию семьи.
Вернувшись в Грецию, Зисис Зокас до самой своей смерти в 2013 году был активным членом компартии и организаций ветеранов Сопротивления и Демократической армии.
Похоронен в родном селе, в Рапсани.
Его сын, Никос Зокас, также стал деятелем компартии, членом партийного правления региона Центральная Македония.